# 東京都立田無工科高等学校
東京都立田無工科高等学校（とうきょうとりつ たなしこうかこうとうがっこう、英: Tokyo Metropolitan Tanashi Technical High School）は、東京都西東京市向台町一丁目に所在する都立工科高等学校。多摩地区唯一の建築・建設系の工科高校である。

## 設置学科
- 全日制課程
  - 機械科
  - 建築科
  - 都市工学科

## 沿革
- 1962年 - 12月1日、東京都立学校設置条例が改正され設立許可。東京都立武蔵高等学校に仮事務所を開設した。機械科4学級、建築科2学級、建設科2学級を設置。
- 1963年 - 4月10日、第一回入学式。7月15日、機械科実習工場が竣工。11月30日、建築、建設科実習工場が竣工。
- 1965年 - 7月15日、各科実習棟が竣工。
- 1968年 - 3月4日、体育館が竣工。
- 1971年 - 3月31日、プール施設が竣工。
- 1991年 - 機械科が3学級になる。
- 1992年 - 1年の建設科を廃科（募集停止）。都市工学科（2学級）を新設。機械科が2学級になる。
- 1994年 - 機械科が1学級になる。
- 1998年 - 校舎改築工事完成記念式を典挙行。
- 2006年 - 機械科が2学級に、都市工学科が1学級になる。
- 2023年 - 校名を東京都立田無工科高等学校に改称[1]。

## 部活動
- 運動部

野球部、サッカー部、ラグビー部、バスケットボール部、バドミントン部、バレーボール部、柔道部、卓球部、剣道部、硬式テニス部、水泳部、陸上部、ウェイトトレーニング部
- 文化部

ブラスバンド部、写真部、マンガアニメ部、軽音楽部、測量部、演劇部、家庭科部、自動車部、茶道部
- 同好会

映像研究部、歩く建築同好会、カヌー アンド ブリッジ同好会

## 著名な出身者
- 土屋征夫（サッカー選手）
- 金原正徳（総合格闘家）

## 交通
出典 : 
電車
| 路線名     | 最寄り駅   | 徒歩所要時間 |
| ---------- | ---------- | ------------ |
| 西武新宿線 | 田無駅     | 18分         |
| 西武新宿線 | 西武柳沢駅 | 18分         |

バス
| 運行事業者 | 乗車駅       | 系統・路線       | 下車停留所                  |
| ---------- | ------------ | ---------------- | --------------------------- |
| 西武バス   | ひばりヶ丘駅 | 境03・境04・境07 | 「至誠学舎東京前」、徒歩7分 |
| 関東バス   | 三鷹駅       | 鷹30・鷹33       | 「武蔵野大学前」、徒歩5分   |
| 関東バス   | 吉祥寺駅     | 吉73・吉75       | 「武蔵野大学前」、徒歩5分   |
| 関東バス   | 荻窪駅       | 荻35             | 「武蔵野大学前」、徒歩5分   |